# ترنس دبلیو ویلکات
ترنس دبلیو ویلکات (به انگلیسی: Terrence W. Wilcutt) فضانورد اهل ایالات متحده آمریکا است که در ۳۱ اکتبر ۱۹۴۹ میلادی در راسلویل، کنتاکی زاده شد. وی در مأموریت اس‌تی‌اس-۶۸، اس‌تی‌اس-۷۹، اس‌تی‌اس-۸۹، اس‌تی‌اس-۱۰۶ حضور داشته است.